# Canopus (Egypte)
Canopus was in de Oudheid een plaats in de Egyptische Nijldelta. 

## Geografie
De stad lag aan zee ca. 25 km ten oosten van het huidige centrum van Alexandrië, ten westen van de kustplaats Aboukir, maar is nu grotendeels onder water verdwenen in de Baai van Aboukir. Hij lag aan de meest westelijke, ‘Canopische’ Nijlarm, die nu drooggevallen is. Een kanaal, dat beschreven wordt door Strabo in zijn Geographika (XVII, 16-17), verbond de plaats met Alexandrië.
De oostpoort van Alexandrië heette de 'Canopuspoort'. De brede hoofdstraat van Alexandrië, die van oost naar west liep naar de Necropolispoort en de stad in twee delen scheidde, heette de 'Canopische straat'.

## Naam
In het Egyptisch heette de stad Pikoeat, in hiërogliefen: 
| Q3 · W11 | Aa18 | U33 | X1 · O49 |

De Grieken noemden de stad Kanobos of Kanopos (Oudgrieks: Κάνωπος of Κάνωβος) naar Kanobos, de stuurman van Menelaos, die hier begraven zou zijn.

## Geschiedenis
Canopus was aanvankelijk een belangrijke havenplaats van Griekse kolonisten in Neder-Egypte. Wanneer hij precies gesticht is is onbekend, maar volgens een late overlevering, die we o.a. bij Tacitus (Annalen II, 60, 1) en Plinius de Oudere (Nat. Hist. V, 128) tegenkomen, zou de stad gesticht zijn door Spartanen nadat de stuurman van Menelaos, Canopus of Canobus genaamd, in een storm was omgekomen en hier begraven. De stad verloor zijn economische belang toen ca. 331 v.Chr. Alexandrië werd gesticht. 
Ptolemaeus III Euergetes richtte er een tempel voor Osiris op. Deze god werd ook met Adonis gelijkgesteld. Later ontstond uit de Osiristempel een beroemd heiligdom voor Serapis waar men door incubatie (slapen op het tempelterrein) orakels kon krijgen. Het werd door Theodosius verwoest.
In de Hellenistische en Romeinse tijd was Canopus ook een mondaine uitgaansplaats. De bewoners van Alexandrië begaven zich via het kanaal dat Alexandrië met Canopus verbond, naar de plaats. Strabo vertelt dat het feesten er dag en nacht doorging door mannen én vrouwen met fluitspel en dansen van een uiterste losbandigheid. Hij gebruikte voor de bandeloosheid zelfs het woord ‘Kanobismos’. Seneca noemde in zijn Brief 51 de stad een ‘toevluchtsoord voor ondeugden’ (deversorium vitiorum) vergelijkbaar met Baiae. En Juvenalis (XV, 46) noemde de stad ‘berucht’ (famosus) wegens zijn bandeloosheid.
Het Serapisheiligdom en het kanaal werden geïmiteerd in de ‘Canopus’ van de Villa van Hadrianus in Tivoli.
Vele martelaren werden tijdens de christenvervolgingen onder keizer Diocletianus in de stad ter dood gebracht, o.a. de heilige Athanasia met haar drie dochters en de heiligen Cyrus en Johannes. Er was een klooster, Metanoia genaamd, dat gesticht was door monniken uit Tabennisi, waar vele patriarchen uit Alexandrië hun toevlucht zochten tijdens de religieuze onlusten in de vijfde eeuw. Drie kilometer ten oosten van Canopus was in Manouthin een beroemde door farao’s gestichte tempel die later door monniken werd verwoest. Op deze plaats was ook een kerk gewijd aan de evangelisten. Cyrillus van Alexandrië bracht de relikwieën van de martelaren Cyrus en Johannes plechtig over naar deze kerk, die een belangrijke pelgrimskerk werd. De Arabische naam Abukir, ‘Vader Cyrus’, is afgeleid van de naam van de eerste van de twee martelaren.
In 2000-2001 werd door onderwaterarcheoloog Franck Goddio het oostelijke deel van Canopus en de verder naar het oosten gelegen plaats Herakleion op de bodem van de Baai van Aboukir gelokaliseerd. Veel van de objecten die in de Baai van Aboukir en ook voor de kust van Alexandrië werden gevonden, waren te zien op een rondreizende tentoonstelling 'De verzonken schatten van Egypte' in Berlijn, Parijs, Bonn en Madrid in 2006-2008.

## Decreet van Canopus
Belangrijk voor de egyptologie is het zogenaamde Decreet van Canopus, een inscriptie die in 238 v.Chr. door de verzamelde priesters van Egypte ter ere van Ptolemaeus III Euergetes werd opgesteld in Egyptisch hiërogliefenschrift en Demotisch schrift en in het Grieks. Een exemplaar hiervan werd in 1866 door Lepsius op de rommelmarkt van Tanis gevonden.

## Canopus in de literatuur
Louis Couperus geeft in zijn Antiek toerisme. Roman uit Oud-Egypte een uitgebreide beschrijving van Canopus.